# Picotet africà
El picotet africà (Verreauxia africana) és una espècie d'ocell de la família dels pícids (Picidae) i l'única espècie del gènere Verreauxia, si bé altres autors el classifiquen al gènere Sasia. És l'única espècie africana de la subfamília dels picumnins.

## Hàbitat i distribució
Habita la selva humida i densa vegetació secundària, fins als 1000 m, a Libèria, Costa d'Ivori, Ghana, i des del sud de Camerun, sud de la República Centreafricana, Guinea Equatorial, el Gabon, República del Congo, nord i nord-est de la República Democràtica del Congo i oest d'Uganda cap al sud fins al nord-oest d'Angola i sud i est de la República Democràtica del Congo.